# Serapias nurrica
La serapide della Nurra (Serapias nurrica Corrias, 1982) è una pianta appartenente alla famiglia delle Orchidacee, diffusa in Sardegna, Corsica, Sicilia e Calabria. e sulle isole Galite in Tunisia.

## Descrizione
È una pianta erbacea geofita bulbosa con fusto alto 15–35 cm, verdastro alla base e rosso bruno in prossimità dell'apice.
L'apparato radicale è costituito da due rizotuberi, uno sessile e l'altro brevemente peduncolato.
Le foglie sono lanceolato-lineari, quelle basali ridotte a guaine membranacee scure, avvolgenti il fusto, le medie (4-5) lunghe 10–18 cm e larghe 0,8-1,6 cm, le superiori bratteiformi.
L'infiorescenza raggruppa da 3 a 9 fiori, con sepali e petali riuniti in un casco tepalico che racchiude quasi interamente l'ipochilo del labello. La caratteristica principale che consente di distinguere questa specie dalle altre del genere Serapias è il margine biancastro e piuttosto ondulato dell'epichilo. Alla base del labello sono presenti due callosità lucide, distanziate
tra loro e divergenti, di colore porpora-nerastro. Il ginostemio è di colore rosso-violaceo con pollinii verde-gialli.
Fiorisce da marzo a maggio.

## Biologia
La riproduzione di questa specie avviene per autoimpollinazione, che talora si verifica ancora prima dell'apertura dei fiori (cleistogamia).

## Distribuzione e habitat
Scoperta nella Nurra, regione della Sardegna nord-occidentale, la specie è stata successivamente rinvenuta anche in altre località sulle coste settentrionali, occidentali e meridionali dell'isola nonché nell'arcipelago di La Maddalena e nell'isola di San Pietro; è stata inoltre documentata la sua presenza in Sicilia (nei pressi di Cefalù e sui monti Peloritani) e in Calabria (vicino allo stretto di Messina) nonchè in Corsica, nelle isole Baleari e in Tunisia, solo sull'i sola di Galite.
Il suo habitat tipico è rappresentato dalle garighe a cisto e dalle macchie delle regioni costiere, con preferenza per i substrati silicei, da 0 a 1.000 m di altitudine.

## Tassonomia
S. nurrica fa parte del gruppo Serapias parviflora della sezione Bilamellaria, raggruppamento del genere Serapias caratterizzato da callosità basale divisa in due parti divergenti.
Le specie di questa sezione hanno tutte numero cromosomico 2n=36.

### Sottospecie
Sono state descritte due sottospecie:
- S. nurrica subsp. argensii M.Gerbaud & O.Gerbaud
- S. nurrica subsp. nurrica Corrias

### Variabilità
Accanto alla forma tipica questa specie presenta alcune varianti cromatiche:
- S. nurrica forma chloranta Scrugli & Grasso
- S. nurrica forma rubra Orrù & Senis
- S. nurrica forma viridis

Esiste inoltre un'altra entità, considerata in passato come semplice forma apocromatica (S. nurrica forma alba), che presenta una dimensione dei petali interni doppia rispetto a tutte le altre (6–11 mm contro 4,5-6,5): tale caratteristica è stata considerata sufficiente a proporre la classificazione di questa popolazione, localizzata finora esclusivamente in alcune località della Sardegna, come una vera e propria varietà: S. nurrica var. alba.

### Specie simili
- Serapias parviflora Parl., 1837
- Serapias politisii Renz, 1928
- Serapias vomeracea (Burm. f.) Briq., 1910